# Brendan Green
Brendan Green (ur. 4 listopada 1986 w Hay River) – kanadyjski biathlonista, brązowy medalista mistrzostw świata.

## Kariera
Pierwszy sukces osiągnął w 2005 roku, kiedy na mistrzostwach świata juniorów w Kontiolahti, gdzie zdobył srebrny medal w sztafecie. Na rozgrywanych dwa lata później mistrzostwach świata juniorów w Martello w tej samej konkurencji był trzeci.
W zawodach Pucharu Świata zadebiutował 14 grudnia 2008 roku w Hochfilzen, zajmując 101. miejsce w biegu indywidualnym. Pierwsze pucharowe punkty wywalczył 21 stycznia 2010 roku w Anterselvie, gdzie zajął 19. miejsce w biegu indywidualnym. Nigdy nie stanął na podium indywidualnych zawodów tego cyklu, najwyższą lokatę wywalczył 22 stycznia 2015 roku w Anterselvie, kończąc sprint na piątej pozycji. Najlepsze wyniki osiągnął w sezonie 2014/2015, kiedy zajął 32. miejsce w klasyfikacji generalnej.
Największy sukces osiągnął podczas mistrzostw świata w Oslo w 2016 roku, gdzie wspólnie z Nathanem Smithem, Christianem Gowem i Scottem Gowem wywalczył brązowy medal w sztafecie. Był też między innymi szesnasty w biegu pościgowym na mistrzostwach świata w Kontiolahti rok wcześniej.
W 2010 roku wystartował na igrzyskach olimpijskich w Vancouver, zajmując dziesiąte miejsce w sztafecie. Podczas rozgrywanych cztery lata później igrzysk w Soczi był między innymi dziewiąty w biegu masowym i siódmy w sztafecie. Brał także udział w igrzyskach olimpijskich w Pjongczangu w 2018 roku, zajmując 22. miejsce w biegu indywidualnym, 82. w sprincie, 11. w sztafecie i 12. w sztafecie mieszanej.

## Osiągnięcia

### Zimowe igrzyska olimpijskie
| Rok  | Miejscowość | Konkurencje | Konkurencje | Konkurencje | Konkurencje | Konkurencje | Konkurencje | Konkurencje |
| Rok  | Miejscowość | IN          | SP          | PU          | MS          | RL          | MR          | SR          |
| ---- | ----------- | ----------- | ----------- | ----------- | ----------- | ----------- | ----------- | ----------- |
| 2010 | Vancouver   | –           | –           | –           | –           | 10.         | nd.         | nd.         |
| 2014 | Soczi       | 21.         | 23.         | 35.         | 9.          | 11.         | 7.          | nd.         |
| 2018 | Pjongczang  | 22.         | 82.         | –           | –           | 11.         | 12.         | nd.         |

### Mistrzostwa świata
| Rok  | Miejscowość     | Konkurencje | Konkurencje | Konkurencje | Konkurencje | Konkurencje | Konkurencje | Konkurencje |
| Rok  | Miejscowość     | IN          | SP          | PU          | MS          | RL          | MR          | SR          |
| ---- | --------------- | ----------- | ----------- | ----------- | ----------- | ----------- | ----------- | ----------- |
| 2009 | Pjongczang      | 80.         | 80.         | –           | –           | 16.         | –           | nd.         |
| 2010 | Chanty-Mansyjsk | nd.         | nd.         | nd.         | nd.         | nd.         | 12.         | nd.         |
| 2011 | Chanty-Mansyjsk | 64.         | 91.         | –           | –           | 11.         | –           | nd.         |
| 2012 | Ruhpolding      | –           | –           | –           | –           | –           | –           | nd.         |
| 2013 | Nové Město      | –           | –           | –           | –           | –           | –           | nd.         |
| 2015 | Kontiolahti     | 21.         | 21.         | 16.         | 21.         | 19.         | 12.         | nd.         |
| 2016 | Oslo            | 47.         | 35.         | 33.         | –           | 3.          | 11.         | nd.         |
| 2017 | Hochfilzen      | 86.         | 38.         | 52.         | –           | 13.         | 13.         | nd.         |

### Mistrzostwa świata juniorów
| Rok  | Miejscowość | Konkurencje | Konkurencje | Konkurencje | Konkurencje | Konkurencje | Konkurencje | Konkurencje |
| Rok  | Miejscowość | IN          | SP          | PU          | MS          | RL          | MR          | SR          |
| ---- | ----------- | ----------- | ----------- | ----------- | ----------- | ----------- | ----------- | ----------- |
| 2005 | Kontiolahti | 26.         | 15.         | 42.         | nd.         | 2.          | nd.         | nd.         |
| 2007 | Martell     | 12.         | 16.         | 12.         | nd.         | 3.          | nd.         | nd.         |

### Puchar Świata

#### Miejsca w klasyfikacji generalnej
| Sezon     | Miejsce |
| --------- | ------- |
| 2008/2009 | -       |
| 2009/2010 | 60.     |
| 2010/2011 | 53.     |
| 2011/2012 | 39.     |
| 2012/2013 | –       |
| 2013/2014 | 41.     |
| 2014/2015 | 32.     |
| 2015/2016 | 55.     |
| 2016/2017 | 76.     |
| 2017/2018 | 82.     |
| 2018/2019 | -       |

#### Miejsca na podium
Green nigdy nie stanął na podium indywidualnych zawodów PŚ.